# Consuetudines Cartusiae
Consuetudines Cartusiae ("Costumbres de la Cartuja" en latín -debe pronunciarse con acento en la "u"-) es la regla monástica que fue escrita para la orden religiosa de los cartujos.
El fundador de los monjes cartujos, San Bruno (1030-1101), no escribió ninguna regla, pero en 1127, uno de sus sucesores, Guigo I o Dom Guigo, quinto prior de la Cartuja, escribió Consuetudines Cartusiae, un texto dividido en 80 capítulos. La regla fue aprobada por Inocencio II en 1133. Estaba inspirada en la regla benedictina pero con añadido de normas propias, que la convertían en una de las más ascéticas de entre las reglas monásticas.
Un monasterio cartujo sólo podría tener 12 monjes más su prior (más tarde se amplió el número a 24). Cada monje debe tener su propia celda donde reza en solitario y sólo se reúne con sus compañeros para la misa, maitines y vísperas; el resto del oficio litúrgico lo debe rezar solo en la celda. La comida la hacen también en solitario, excepto los domingos y en alguna festividad en la que se reúnen todos. Se exigía silencio absoluto (voto de silencio), hasta que más tarde se les permitió hablar durante una hora de recreación, los domingos y días festivos, y durante los paseos fuera del claustro los lunes; esto exclusivamente para los monjes sacerdotes, ya que los hermanos no ordenados no tienen la necesidad de estas mitigaciones debido al contacto con otros hermanos en el trabajo fuera de la celda. La regla implica que la espiritualidad de estos monjes sea de vida contemplativa, dedicada íntegramente a la alabanza de Dios, con espacios durante el día para el trabajo físico, trabajando en su propia celda y en su pequeño huerto individual, lo que beneficia al equilibrio psicológico del monje.
Posteriormente las Consuetudines se transformaron en los denominados Antiguos Estatutos (1271), que se siguieron reformando sucesivamente: en el siglo XIV los Nuevos Estatutos, en 1571 la Tercera Compilación, en 1578 la Nueva Colección de los Estatutos, en 1924 los Estatutos de la Orden de los Cartujos, tras el Vaticano II los Estatutos Renovados y en 1983 los Estatutos de la Orden Cartujana.